# Wendelinuskapelle (Stangenroth)

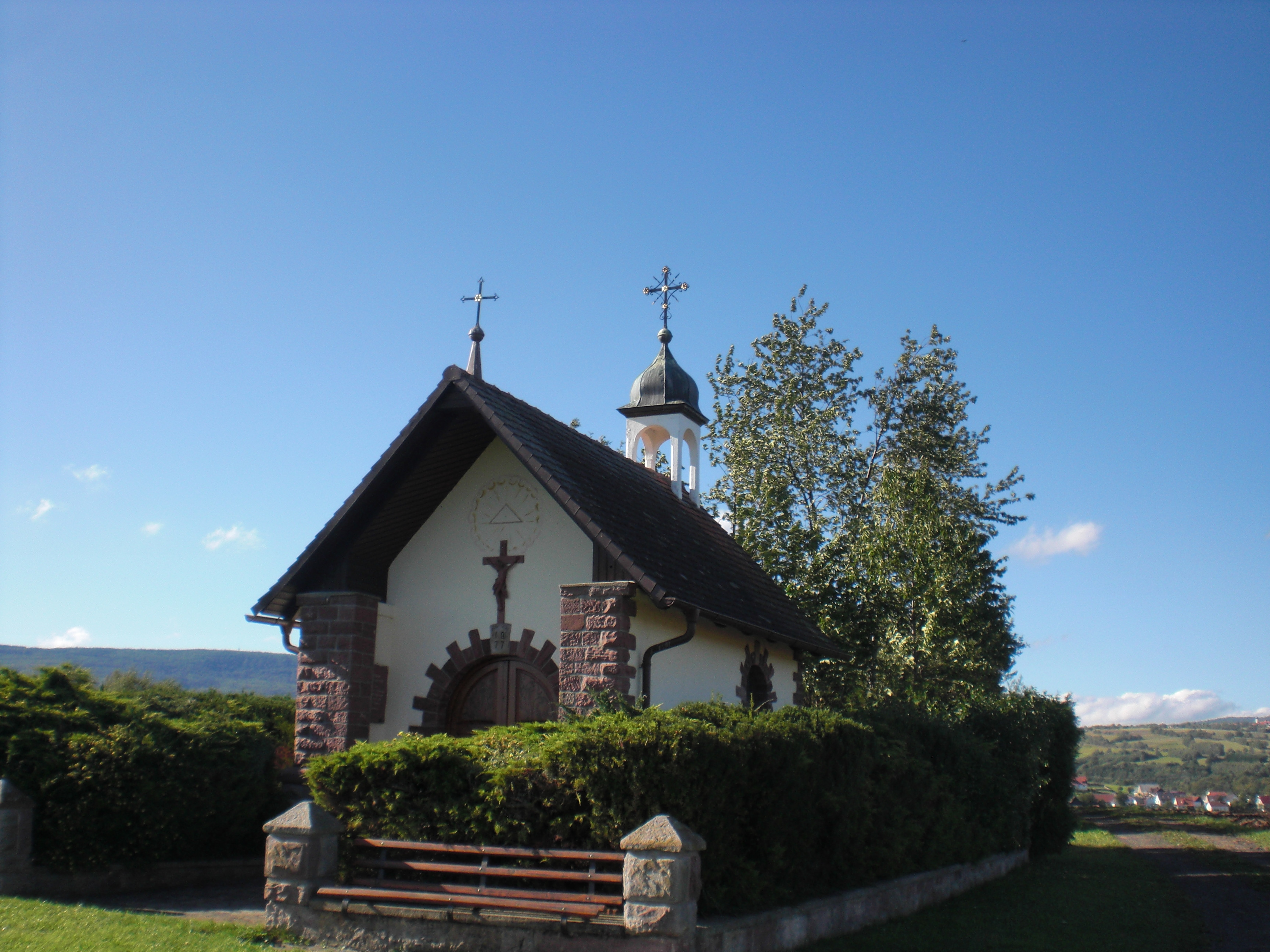
Die Wendelinuskapelle von Stangenroth

Die Wendelinuskapelle befindet sich am Schulzengrund im Nordwesten von Stangenroth, einem Ortsteil des unterfränkischen Marktes Burkardroth im bayerischen Landkreis Bad Kissingen.
Die Kapelle ist dem Heiligen Wendelin geweiht.

## Geschichte
Eine erste Kapelle am Standort der heutigen Wendelinuskapelle an einer Flurkreuzung zwischen Stangenroth und Premich entstand bereits im 17. Jahrhundert. Aufgrund der Baufälligkeit der ersten Kapelle errichteten Johann Michael Hartmann (1880–1962) und Josef Andreas Kirchner mit einigen Helfern im Jahr 1927 einen Neubau. Ihre heutigen Form hat die auch als „Platten-Heiligen-Häusle“ genannte Wendelinuskapelle durch die Renovierungsarbeiten von 1974 bis 1977 erhalten. Theodor Hartmann (1907–1998), sein Sohn Werner (1933–2019) und seine Enkelsöhne führten die Renovierungsarbeiten aus. Die Kapelle wird bis heute von der Familie Hartmann erhalten.

## Beschreibung
Die Grundfläche der heutigen Kapelle beträgt 24 m² und ist damit ca. viermal so groß wie das erste Bauwerk.
Im Inneren beherbergt die Kapelle über dem Altar eine Darstellung des Heiligen Wendelin. Die beiden Wandgemälde zeigen den Heiligen Isidor von Madrid und die Heilige Notburga von Rattenberg.

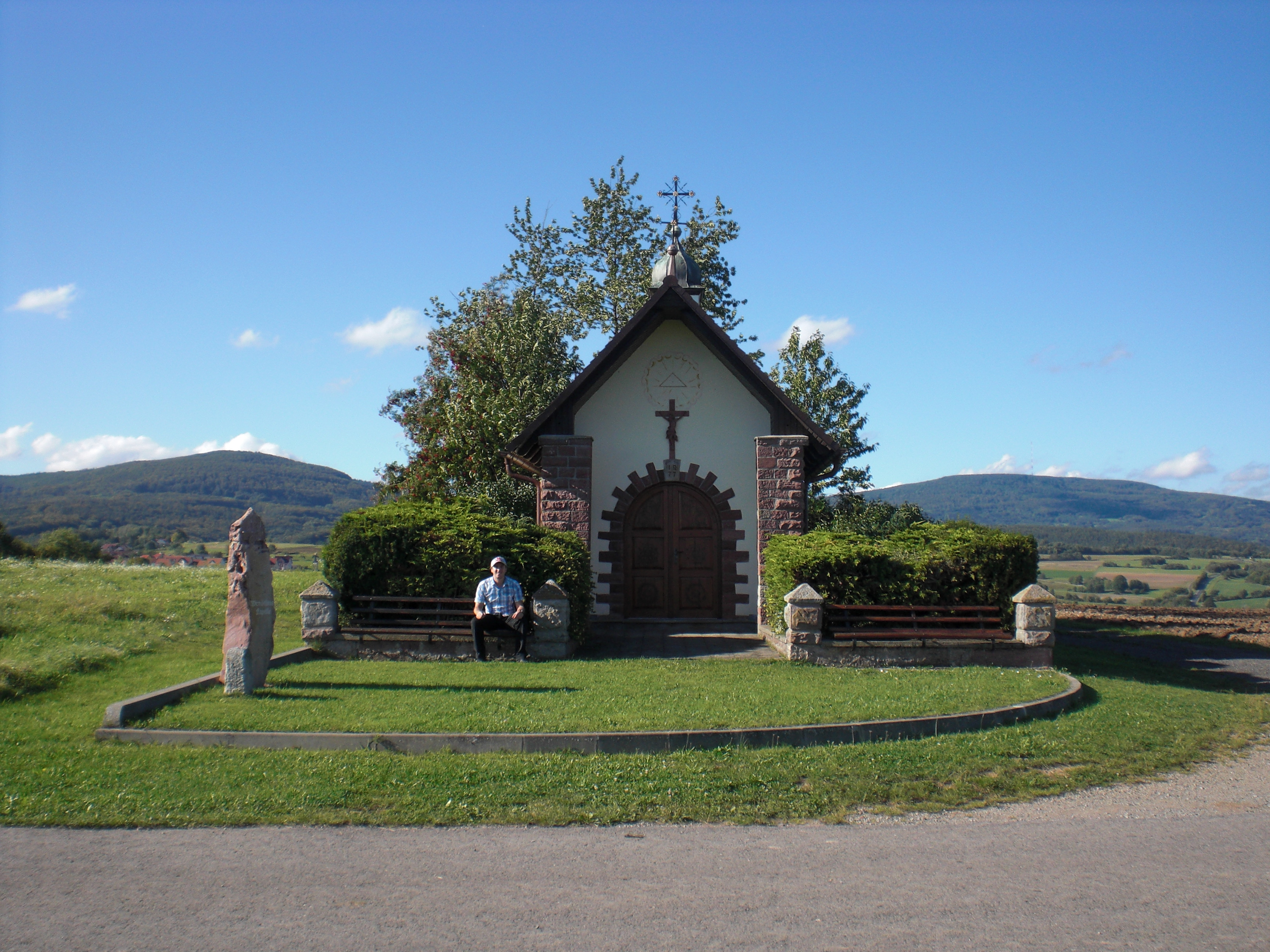
Gesamtansicht der Wendelinuskapelle
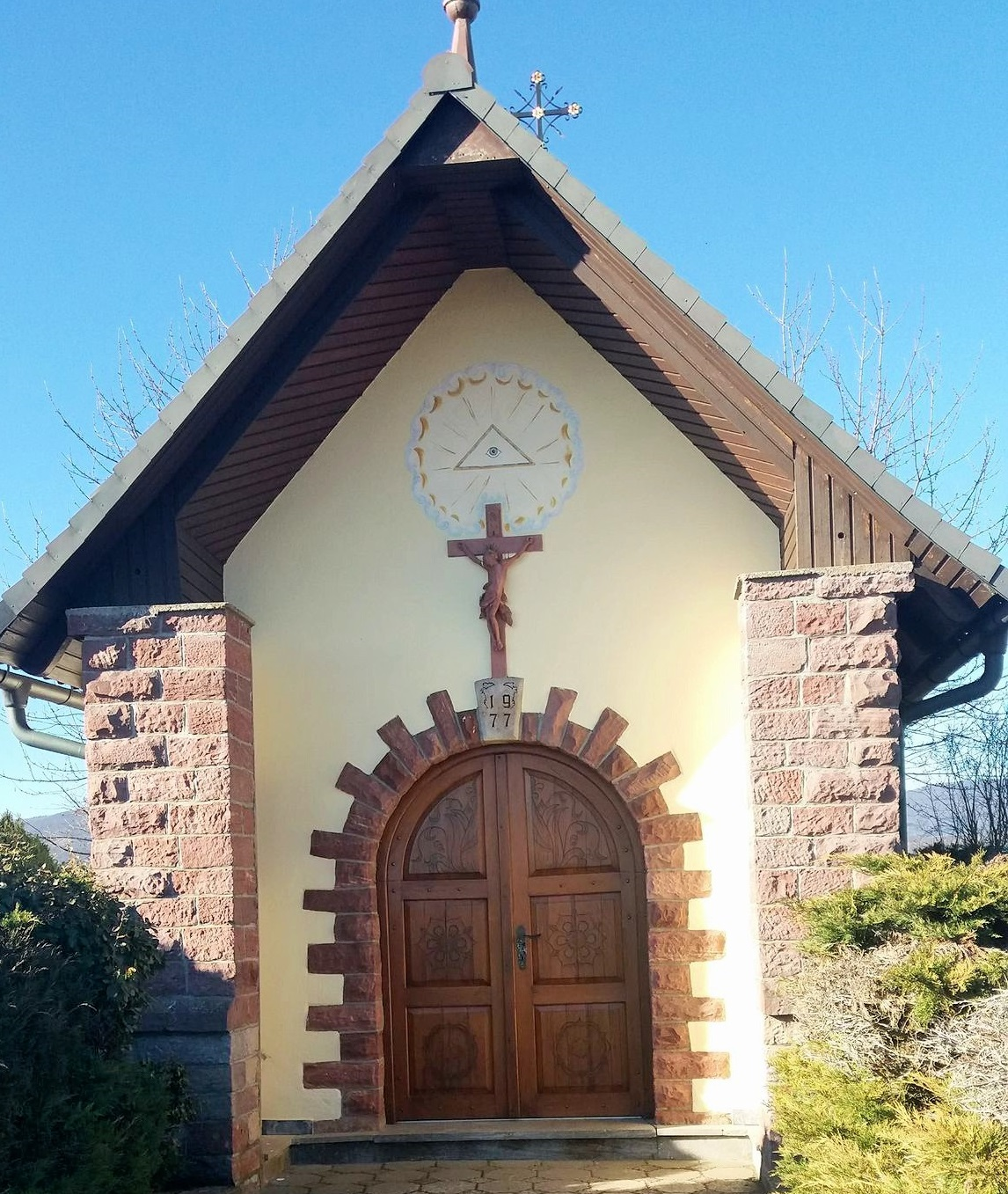
Eingang der Wendelinuskapelle
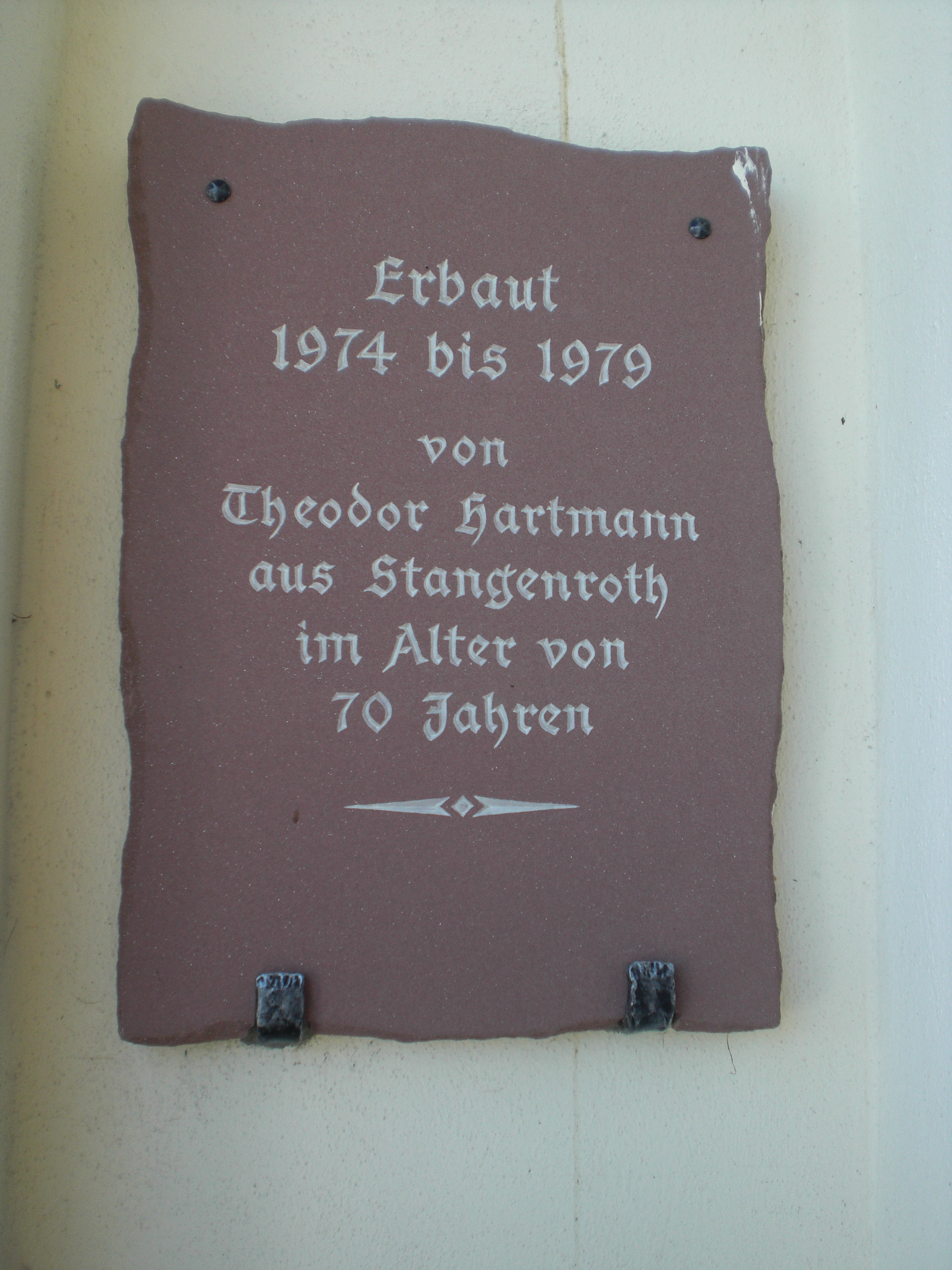
Informationstafel an der Wendelinuskapelle
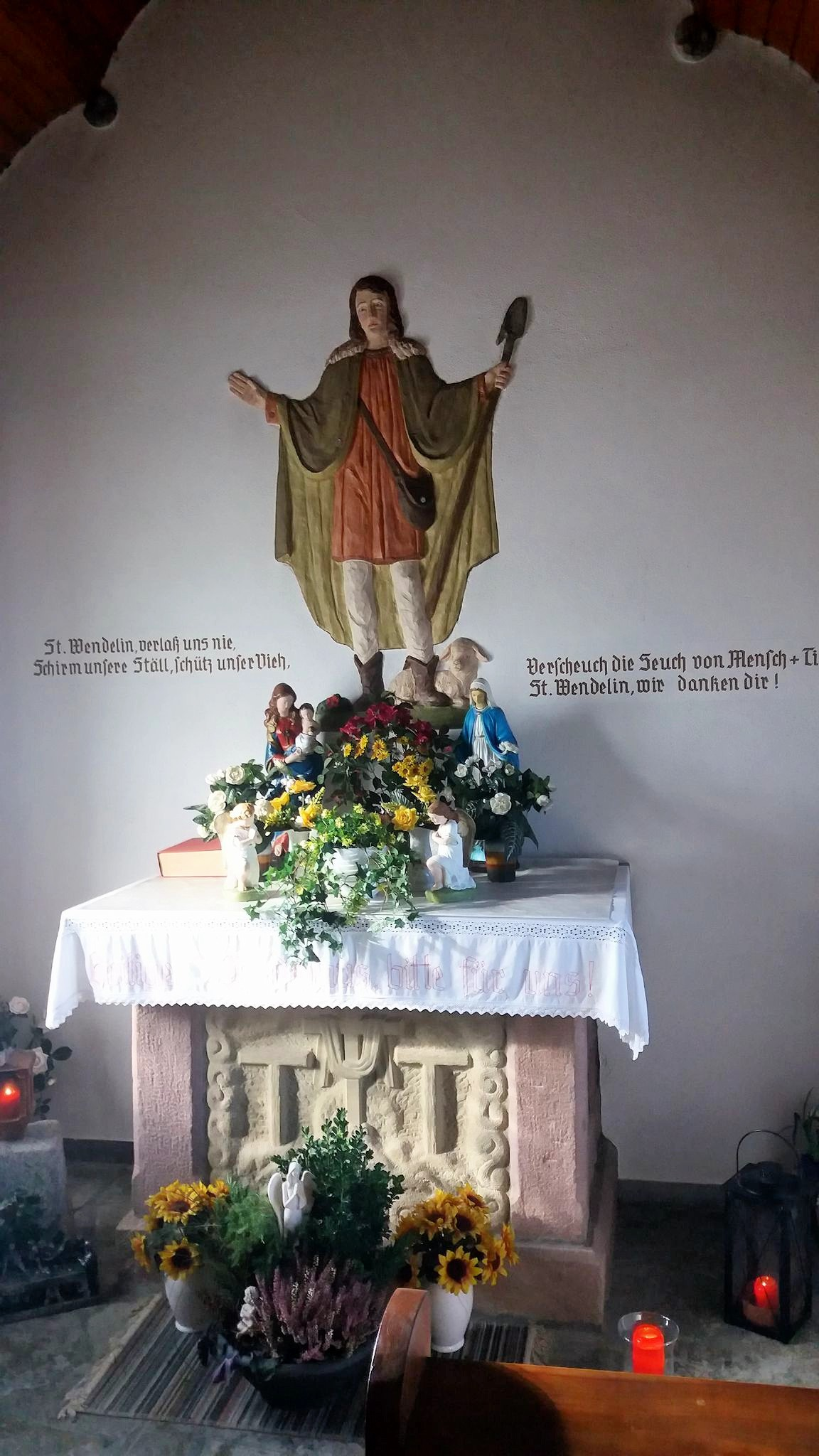
Altar der Wendelinuskapelle
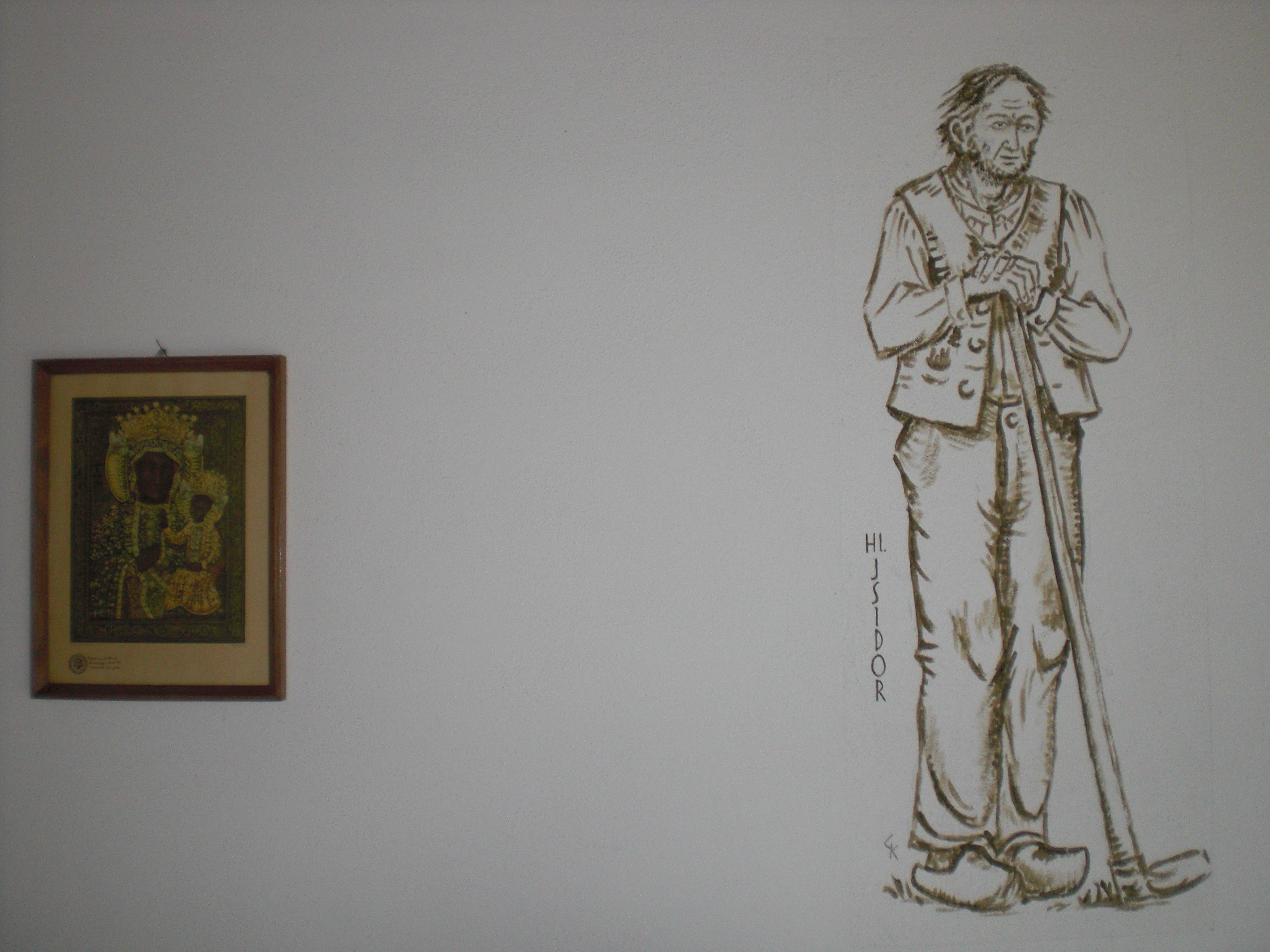
Wandgemälde des Heiligen Isidor
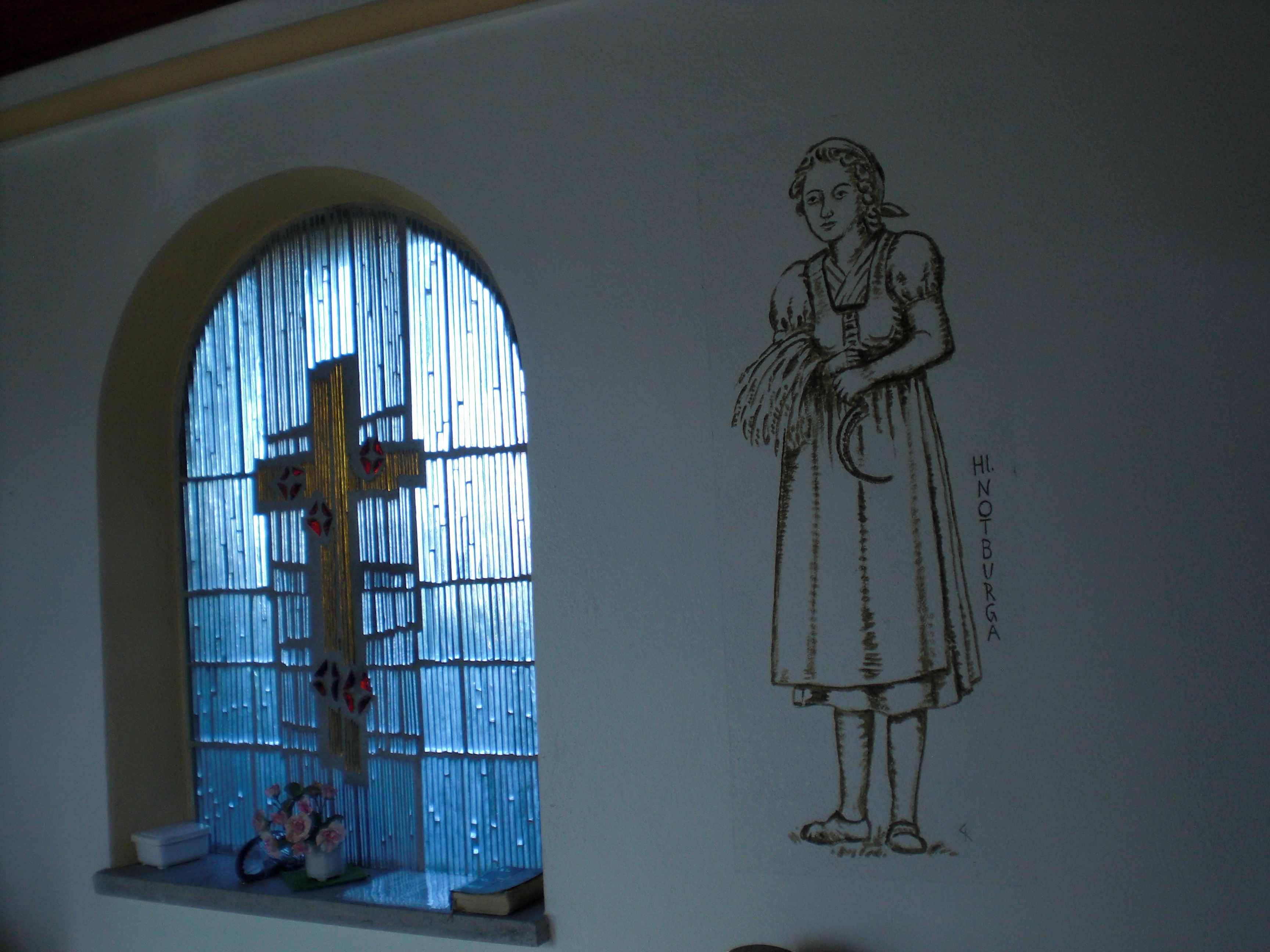
Wandgemälde der Heiligen Notburga